# Somatogyrus alcoviensis
Somatogyrus alcoviensis foi uma espécie de gastrópodes da família Hydrobiidae.
Foi endémica dos Estados Unidos da América.